# Katja Hoyer
Katja Hoyer (Guben, 1985) é uma historiadora, jornalista e escritora alemã.

## Biografia

### Primeiros anos e formação acadêmica
Hoyer nasceu em Guben, no contexto da Alemanha Oriental, onde sua mãe era professora e seu pai um oficial militar do país socialista. Obteve seu mestrado pela Universidade de Jena e emigrou para o Reino Unido por volta de 2010.

### Carreira
Hoyer é pesquisadora visitante no King's College de Londres e publicou dois livros sobre a história da Alemanha. Também atua como jornalista e já trabalhou para publicações como o The Spectator, The Washington Post, The Times Literary Supplement, UnHerd e Die Welt.
Seu primeiro livro, Blood and Iron, sobre o Império Alemão que compreende o período de 1871 at 1918, foi bem avaliado, embora alguns críticos tenham sugerido que ela havia minimizado os aspectos negativos do período e do legado de Otto von Bismarck. Seu segundo livro, Beyond the Wall, sobre a história da Alemanha Oriental de 1949 a 1990, foi bem avaliado no Reino Unido, mas menos bem recebido na Alemanha.
É membro da Royal Historical Society (RHS).

## Trabalhos

### Livros
- Blood and Iron: The Rise and Fall of the German Empire 1871–1918 (The History Press, 2021)
- Beyond the Wall: East Germany, 1949–1990 (Random House, 2023)[22][23]

### Artigos
- "Life in East Germany: the cultural evolution behind the Iron Curtain" (em inglês)[24]
- "What's 'wrong' with east Germany? Look to its long neglect by the wealthy west" (em inglês)[25]

### Cinema
- Hoyer está atuando como conselheira histórica para o próximo filme biográfico da Guerra Fria, Whispers of Freedom.[26] Baseado na história real de Chris Gueffroy, o filme é estrelado por Cameron Ashplant como Gueffroy, Wendy Makkena como Karin Gueffroy, Darragh Cowley como Christian Gaudian e Paul Freeman como Erich Honecker.[27]